# Ruslán Murashov
Ruslán Nikolayévich Murashov (en ruso: Руслан Николаевич Мурашов; Voskresensk, 29 de diciembre de 1992) es un deportista ruso que compite en patinaje de velocidad sobre hielo.
Ganó cinco medallas en el Campeonato Mundial de Patinaje de Velocidad sobre Hielo en Distancia Individual entre los años 2016 y 2020, y tres medallas en el Campeonato Europeo de Patinaje de Velocidad sobre Hielo en Distancia Individual, en los años 2018 y 2020.

## Palmarés internacional
| Campeonato Mundial en Distancia Individual | Campeonato Mundial en Distancia Individual | Campeonato Mundial en Distancia Individual | Campeonato Mundial en Distancia Individual |
| Año                                        | Lugar                                      | Medalla                                    | Prueba                                     |
| ------------------------------------------ | ------------------------------------------ | ------------------------------------------ | ------------------------------------------ |
| 2016                                       | Kolomna (Rusia)                            | Medalla de plata                           | 500 m                                      |
| 2017                                       | Gangneung (Corea del Sur)                  | Medalla de bronce                          | 500 m                                      |
| 2019                                       | Inzell (Alemania)                          | Medalla de oro                             | 500 m                                      |
| 2019                                       | Inzell (Alemania)                          | Medalla de bronce                          | Velocidad por equipos                      |
| 2020                                       | Salt Lake City (Estados Unidos)            | Medalla de plata                           | 500 m                                      |
| Campeonato Europeo en Distancia Individual |                                            |                                            |                                            |
| Año                                        | Lugar                                      | Medalla                                    | Prueba                                     |
| 2018                                       | Kolomna (Rusia)                            | Medalla de oro                             | Velocidad por equipos                      |
| 2020                                       | Heerenveen (Países Bajos)                  | Medalla de oro                             | Velocidad por equipos                      |
| 2020                                       | Heerenveen (Países Bajos)                  | Medalla de bronce                          | 500 m                                      |